# Koenikea aphrasta
Koenikea aphrasta är en kvalsterart som beskrevs av Viets 1930. Koenikea aphrasta ingår i släktet Koenikea och familjen Unionicolidae. Inga underarter finns listade i Catalogue of Life.